# Linnusitamaa
Linnusitamaa est une île d'Estonie dans le golfe de Riga à 300 m au Sud d'Abruka.

## Géographie
Elle fait partie de la commune de Kaarma. 

## Histoire
Le nom se traduit par « terre de la merde d'oiseaux » en estonien en raison de la quantité de guano qui y demeure. 